# Bazylika św. Jana Chrzciciela w Szczecinie
Bazylika św. Jana Chrzciciela w Szczecinie – neogotycki kościół halowy na planie krzyża łacińskiego w centrum Szczecina, u zbiegu ulic Bogurodzicy i Kaszubskiej. Pierwszy kościół katolicki po wprowadzeniu luteranizmu w 1534 roku.

## Historia
W 1722 roku, po przejęciu luterańskiego Szczecina od Szwedów, król pruski Fryderyk Wilhelm I ogłosił równe prawa dla protestantów i katolików na Pomorzu. Jeszcze w tym samym roku pierwsze msze katolickie odprawiano na zamku Książąt Pomorskich. Wkrótce otworzono pierwszą gminę katolicką na Łasztowni, która w roku 1805 przeorganizowała się w parafię rzymsko-katolicką i podlegała jurysdykcji biskupa wrocławskiego. W roku 1821 papież Pius VII wydał bullę papieską De salute animarum, która regulowała status Kościoła katolickiego w Prusach. Niedługo potem utworzona została berlińska delegatura diecezji wrocławskiej. Na Pomorzu Szczecińskim było wtedy około dwóch tysięcy katolików. Liczba ta wzrastała za przyczyną Polaków emigrujących na Pomorze.
W roku 1888 katolicka parafia w Szczecinie zakupiła ziemię pod budowę kościoła, 24 maja tego samego roku położono kamień węgielny, a już 30 września 1890 dokonano konsekracji kościoła. Autorem projektu był architekt Engelbert Seibertz z Berlina. Poświęcenia kościoła dokonał arcybiskup wrocławski, ks. kard. Jerzy Kopp (Georg von Kopp). Do roku 1931 (kiedy poświęcono nieistniejący dziś kościół Chrystusa Króla na Łasztowni) kościół św. Jana Chrzciciela był jedynym kościołem rzymskokatolickim w Szczecinie. Część wiernych stanowili Polacy, do 1914 opiekował się nimi polski wikariusz, ksiądz Wojdas. Co czwartą niedzielę odbywały się tu nabożeństwa w języku polskim. Podczas wojny w 1944 spłonął dach kościoła, hełm wieży i dzwonnica. Zniszczeniu uległy również sklepienia. W czasie wojny miała miejsce skierowana przeciw szczecińskim katolikom akcja Gestapo Fall Stettin, w czasie której zamordowano trzech księży i aresztowano wielu wiernych.
Pierwszą powojenną mszę dla katolików, w kaplicy obok kościoła, odprawił 6 maja 1945 ks. Florian Berlik (TChR). Po wojnie w latach 1947-1948 kościół częściowo odbudowano jako rektoralny i akademicki. Od roku 1954 był to kościół parafialny dla parafii św. Jakuba Apostoła, a od 5 marca 1974 roku jest to kościół parafialny parafii św. Jana Chrzciciela. W latach 1960–1961 (za proboszcza Juliana Janasa) we wnętrzu wykonano przez Annę i Leonarda Torwirtów tryptyk z Matką Bożą z Dzieciątkiem, św. Janem Chrzcicielem i św. Jakubem oraz św. Wojciechem i św. Ottonem. Ołtarz ten miał być przeznaczony dla kościoła św. Jakuba będącego wtedy w ruinie. W bocznym ołtarzu kopię Cudownego Obrazu Matki Boskiej Częstochowskiej wykonali A.L. Torwirtowie z Torunia. W latach 1986–1987 staraniem proboszcza Ireneusza Antkowiaka, zrekonstruowano wieżę ze spiczastym hełmem. Ten sam ksiądz zbudował też przy kościele budynek plebanijno–katechetyczny.

## Wyposażenie

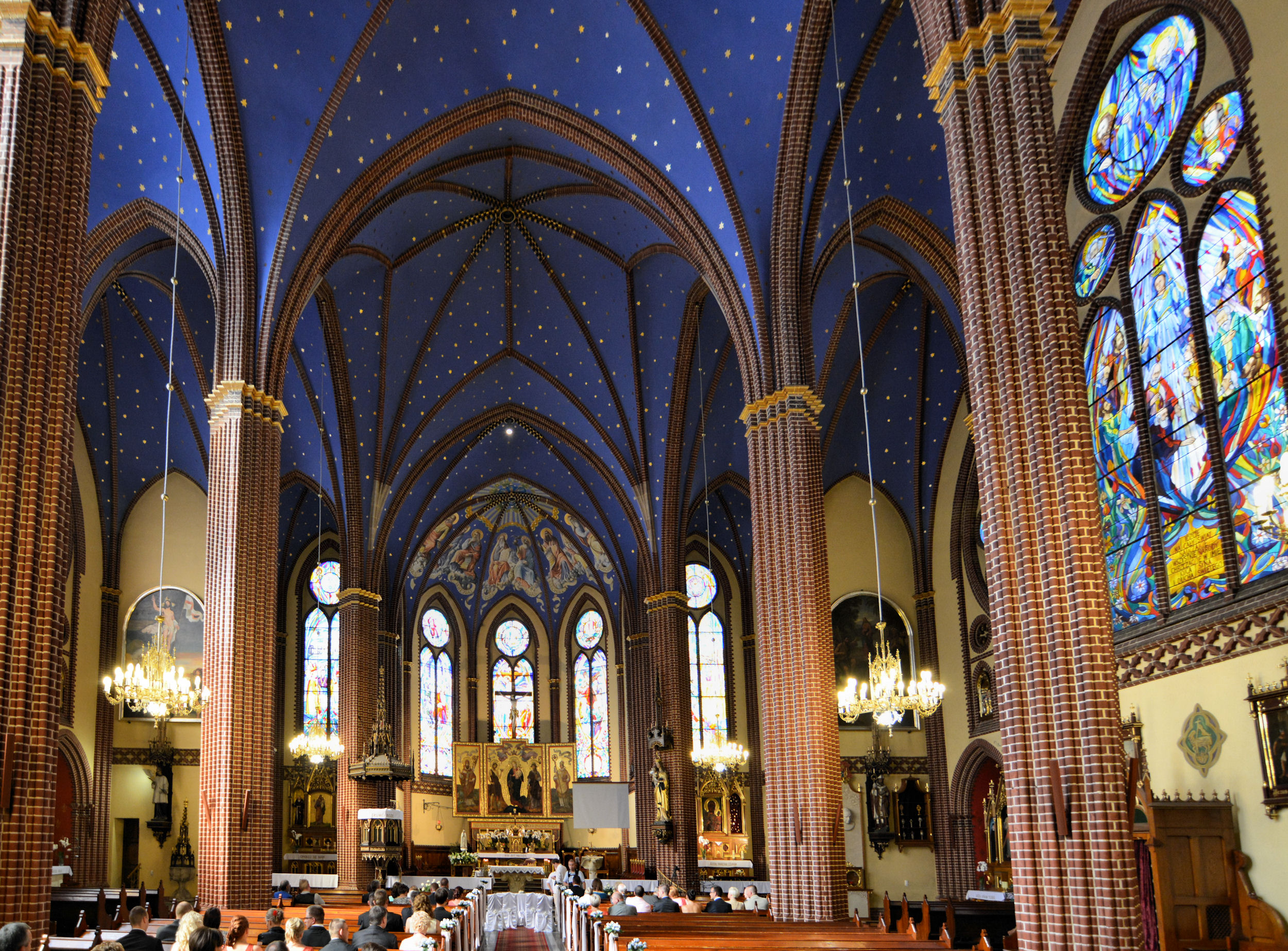
Wnętrze kościoła

Charakterystyczne są umieszczone na narożnikach i portalach kościoła metalowe rzygacze w kształcie skrzydlatych smoków. Wewnątrz na sklepieniu kruchty znajdują się malowidła przedstawiające czterech ewangelistów.
Ołtarz główny poświęcony Matce Bożej Królowej Polski jest powojenny i pochodzi z lat 1960–1961, z oryginalnego wyposażenia zachowały się m.in. neogotyckie ołtarze boczne, ambona i witraże. W lewej nawie bocznej znajduje się tablica poświęcona poległym w I wojnie światowej 111 parafianom – duża część nazwisk jest polska. W 1994 wmurowano w lewym skrzydle transeptu dwujęzyczną, polsko-niemiecką tablicę poświęconą pamięci aresztowanych w 1942 przez gestapo, a później torturowanych i zamordowanych niemieckich duchownych katolickich ze Szczecina.
W 2008 roku papież Benedykt XVI przyznał kościołowi pw. św. Jana Chrzciciela w Szczecinie honorowy tytuł bazyliki mniejszej.

### Organy
Organy wybudowała w 1974 roku firma Zygmunta Kamińskiego z Warszawy. W kwietniu tego roku zostały przekazane Zamkowi Książąt Pomorskich przez Towarzystwo Przyjaciół Szczecina jako dar ufundowany przez mieszkańców miasta. Zainstalowane zostały w sali Bogusława X.
W 2014 roku organy zostały zdemontowane w związku z planowaną modernizacją północnego skrzydła zamku. Rok wcześniej prof. Andrzej Chorosiński opracował ekspertyzę techniczną instrumentu, z której wynikała potrzeba gruntownego remontu. Koszt oszacowano na 450–700 tys. złotych. W związku z tym dyrekcja zamku podjęła decyzję o budowie nowego instrumentu, a konkretnie odtworzeniu historycznych organów Grüneberga wraz z prospektem w zmodernizowanej sali koncertowej. Stare organy przekazano  kurii diecezjalnej jako dar w 1050. rocznicę chrztu Polski. Następnie zainstalowano je w bazylice św. Jana Chrzciciela w miejsce poprzedniego instrumentu Władysława Kaczmarka.
Dyspozycja instrumentu:
| Manuał I                    | Manuał II        | Manuał III       | Pedał            |
| --------------------------- | ---------------- | ---------------- | ---------------- |
| 1. Flet kryty 8’            | 1. Kwintaton 16’ | 1. Burdon 16’    | 1. Pryncypał 16’ |
| 2. Kwintadena 4’            | 2. Pryncypał 8’  | 2. Suavial 8’    | 2. Subbas 16’    |
| 3. Sesquialt. 2 2/3’+1 3/5’ | 3. Flet rurk. 8’ | 3. Salicet 8’    | 3. Oktawa 8’     |
| 4. Pryncypał 2’             | 4. Oktawa 4’     | 4. Pryncypał 4’  | 4. Flet 8’       |
| 5. Kwinta 1 1/3’            | 5. Flet kryty 4’ | 5. Róg nocny 4’  | 5. Dolcan 4’     |
| 6. Cymbel 2’×               | 6. Oktawa 2’     | 6. Nasard 2 2/3’ | 6. Locatio 5×    |
| 7. Vox humana 8’            | 7. Mixtura 5×    | 7. Flet leśny 2’ | 7. Puzon 16’     |
|                             | 8. Cornet 4×     | 8. Tercja 1 3/5’ | 8. Clairon 4’    |
|                             | 9. Fagot 16’     | 9. Flet 1’       |                  |
|                             | 10. Trąbka 8’    | 10. Mixtura 5×   |                  |
|                             |                  | 11. Cymbel 3×    |                  |
|                             |                  | 12. Szałamaja 8’ |                  |

## Galeria

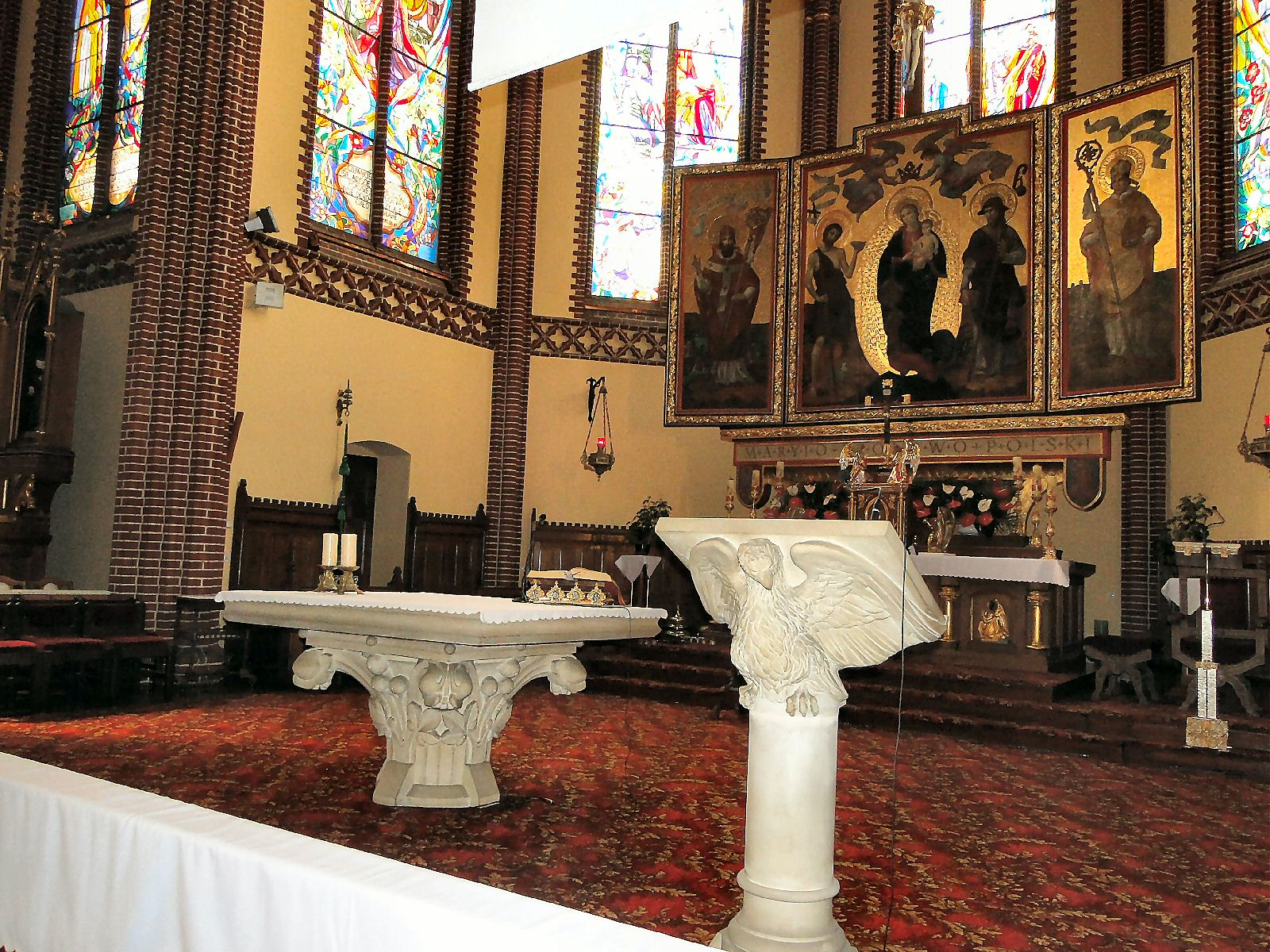
Ołtarz główny
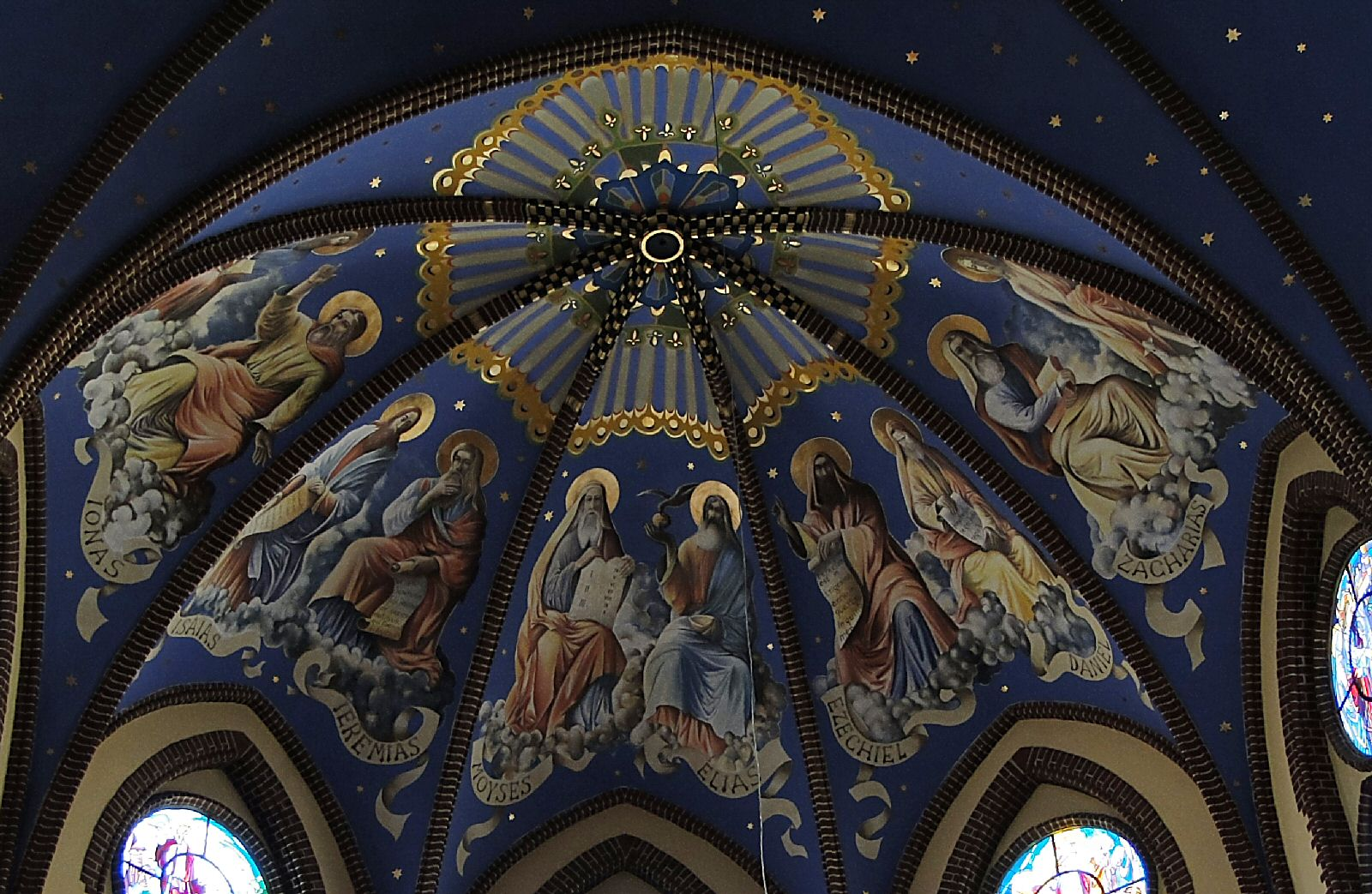
Sklepienie prezbiterium
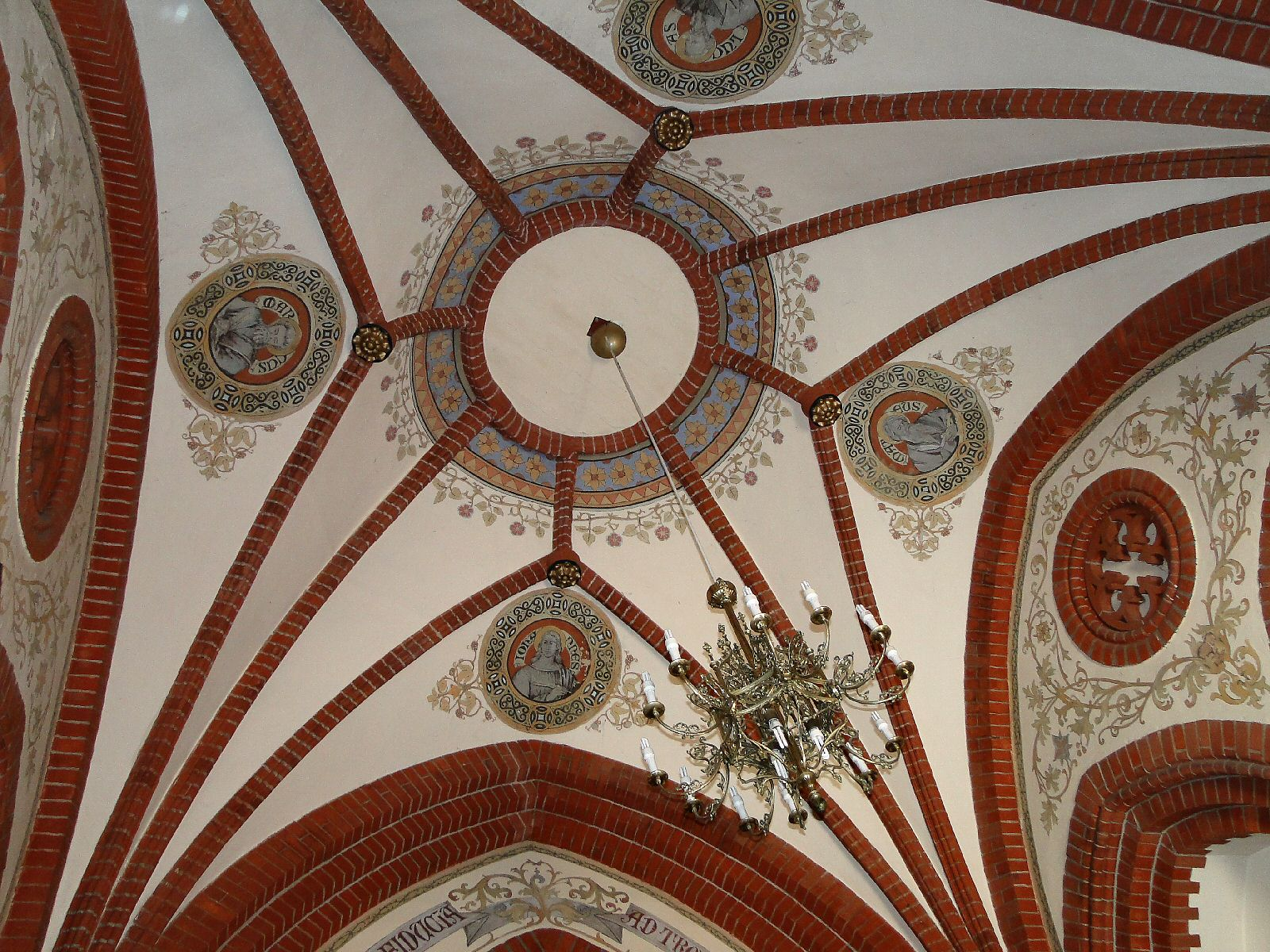
Sklepienie kruchty
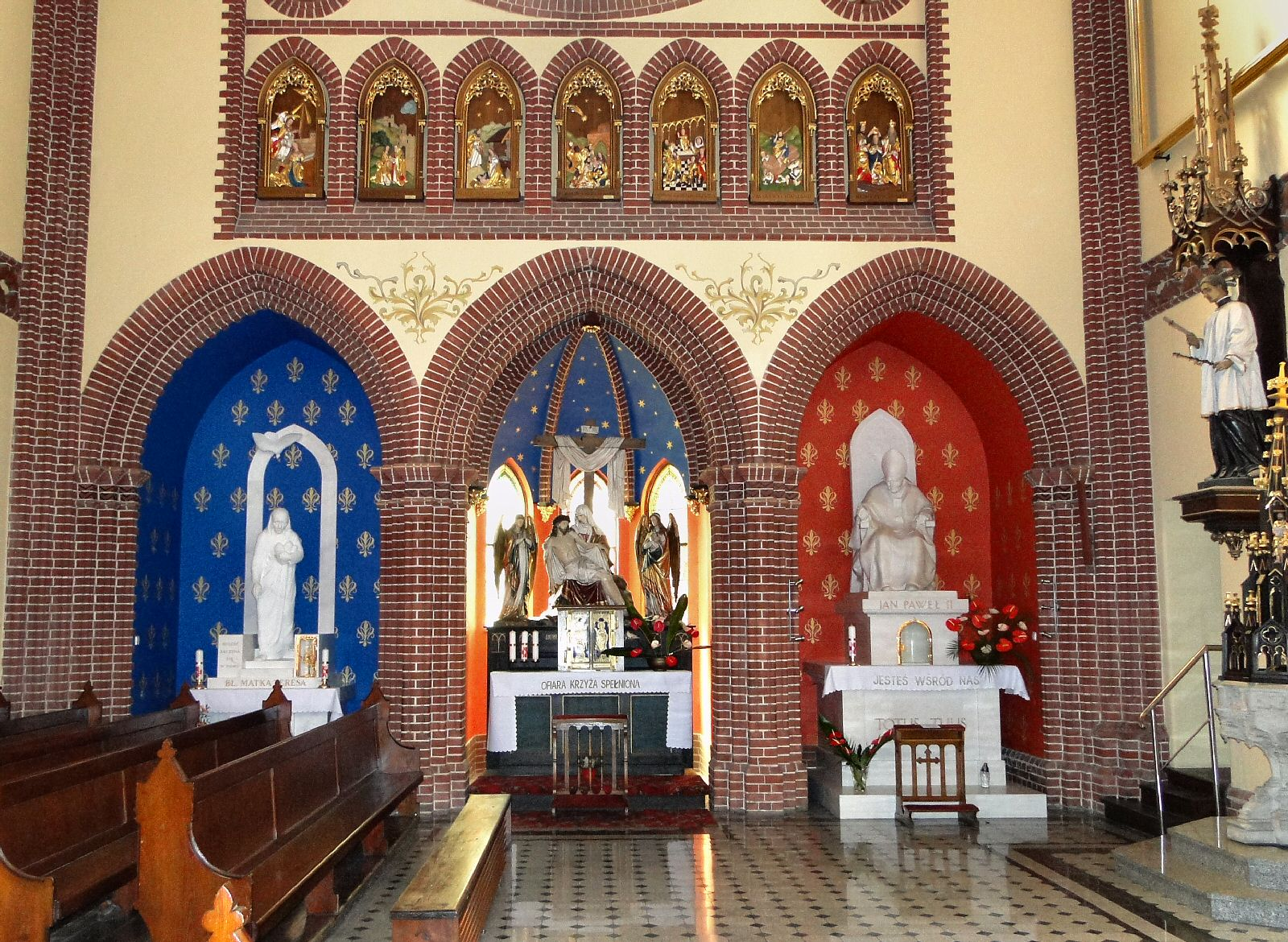
Transept
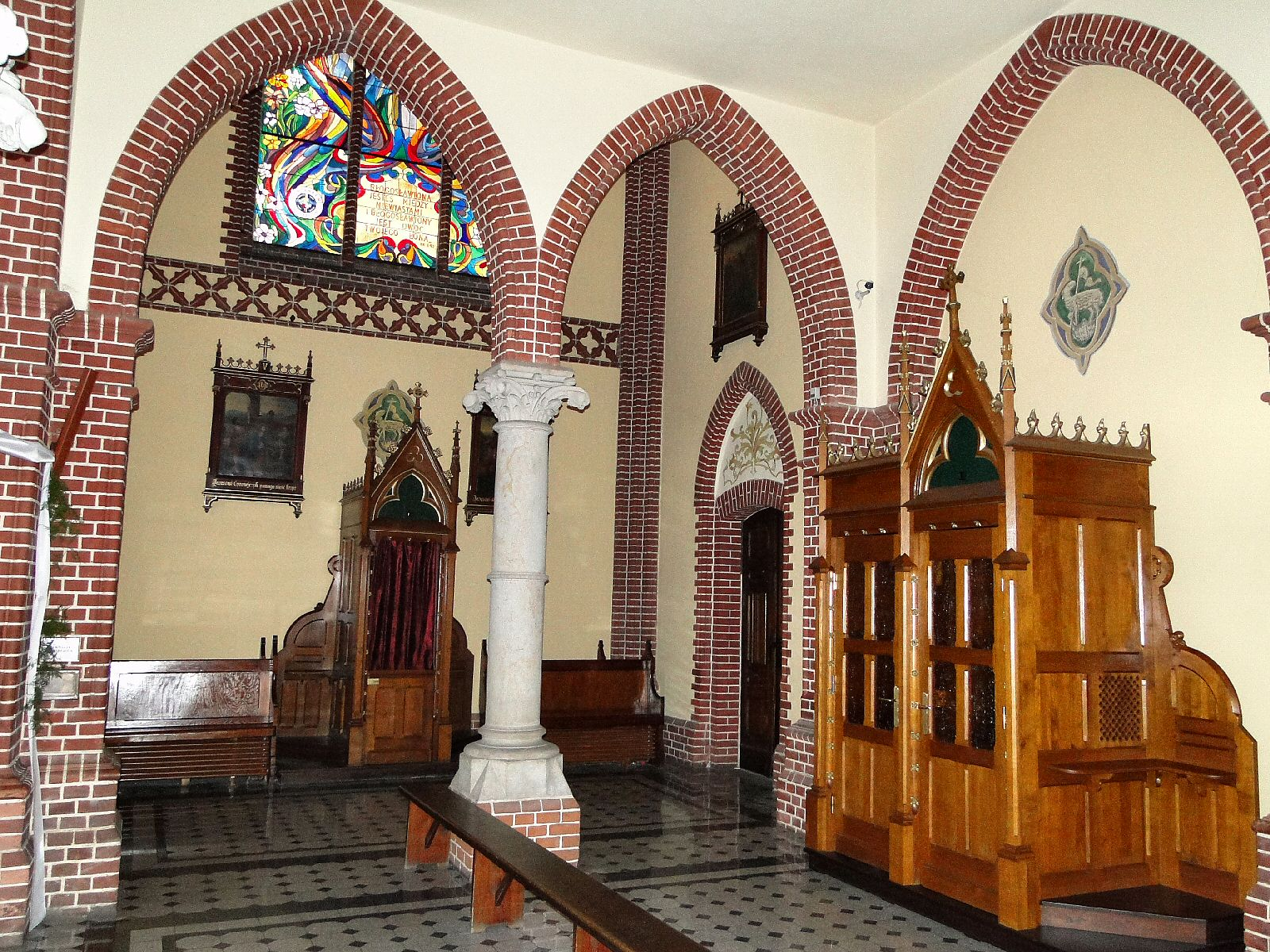
Neogotycki wystrój wnętrza
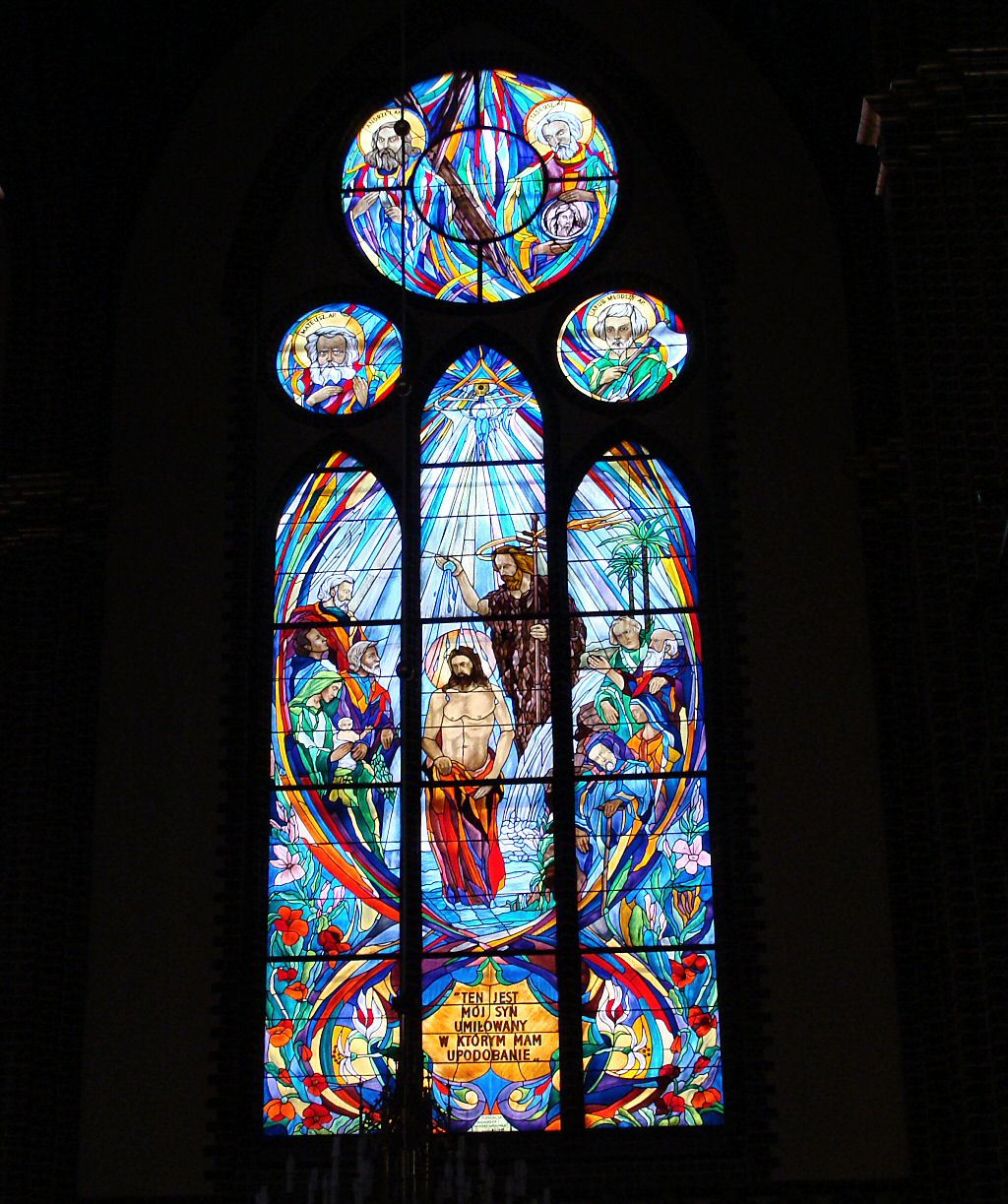
Jeden z witraży
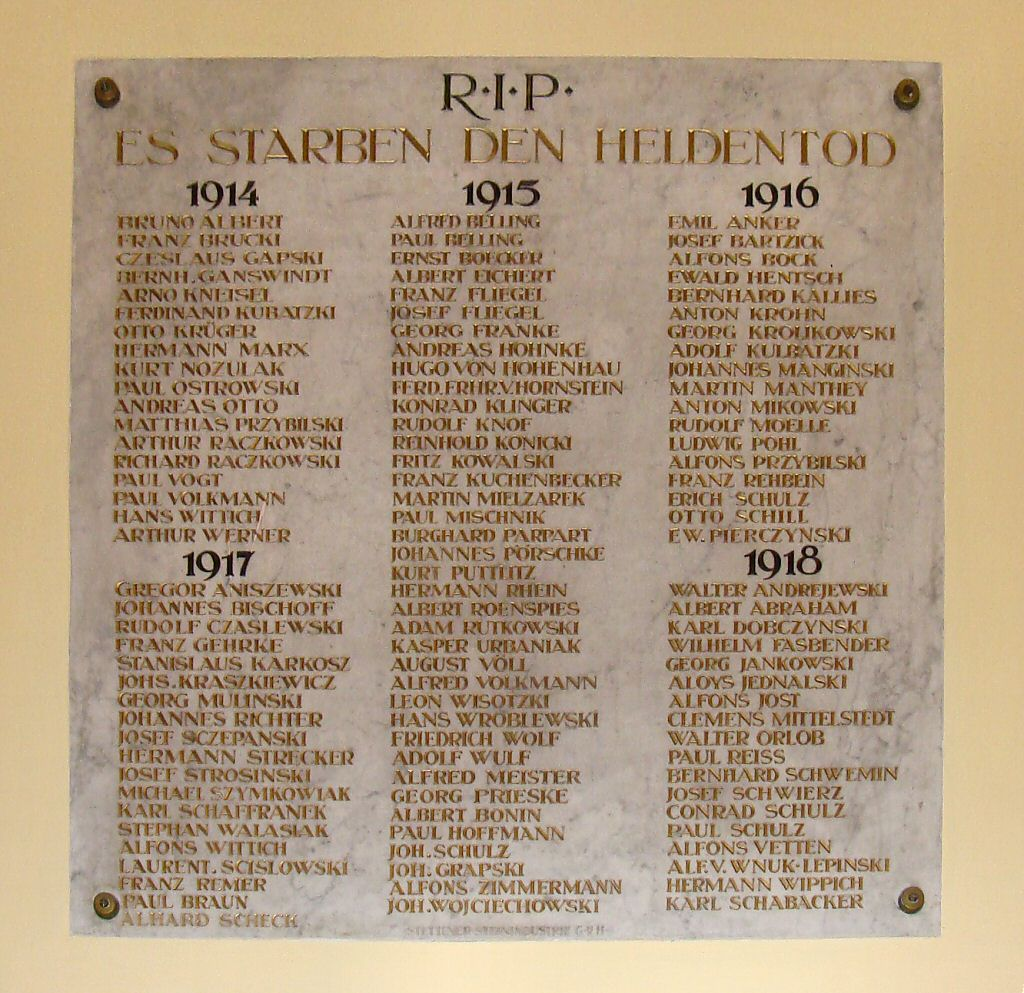
Lista poległych w I wojnie światowej parafian
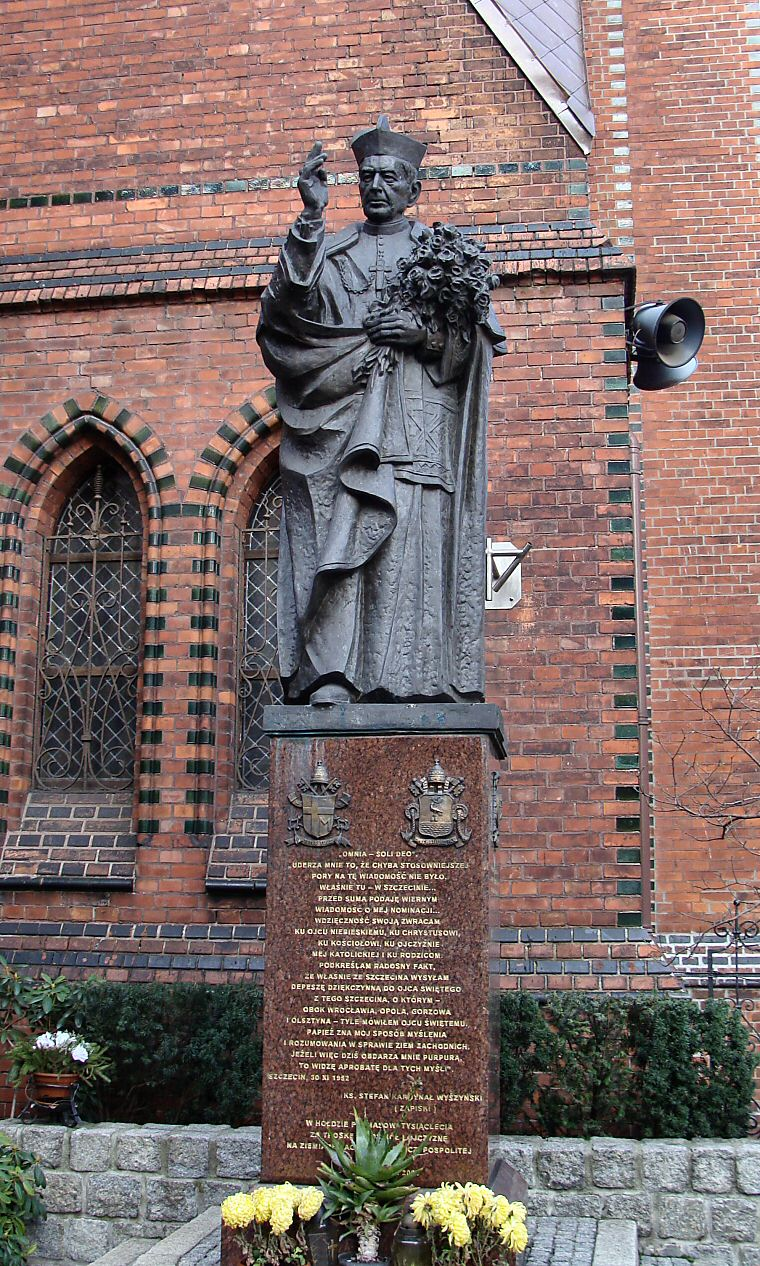
Pomnik Stefana Wyszyńskiego przed kościołem
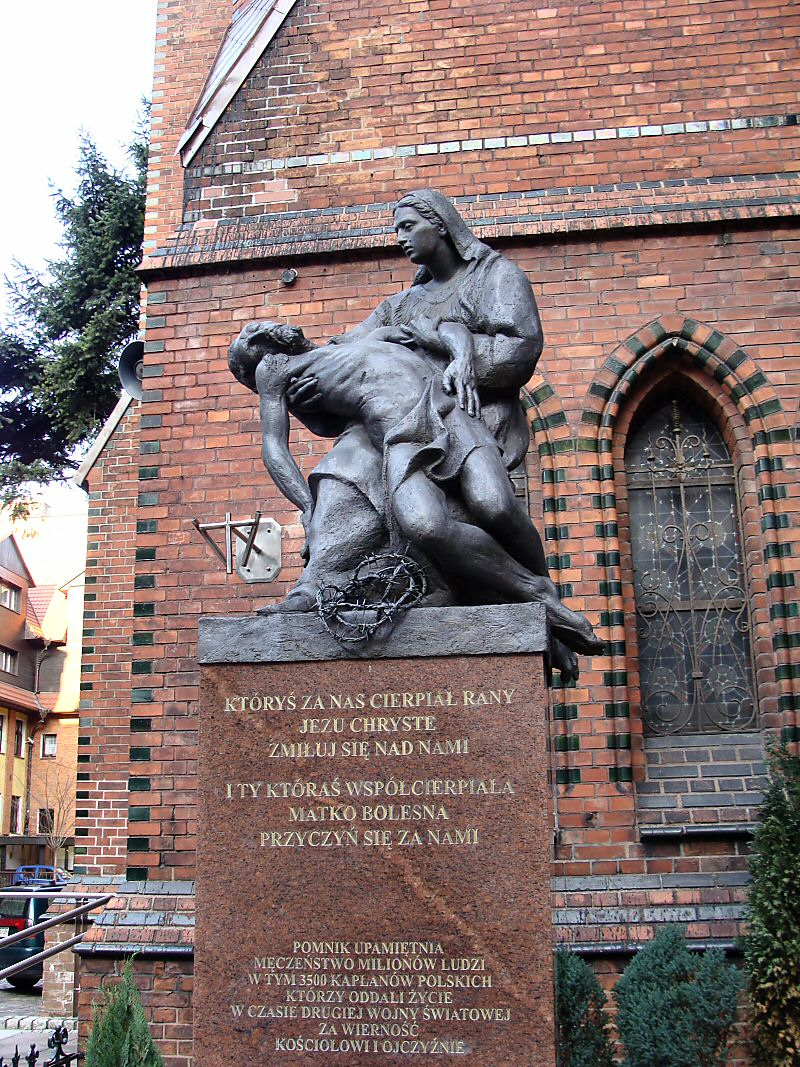
Rzeźba Piety przed kościołem
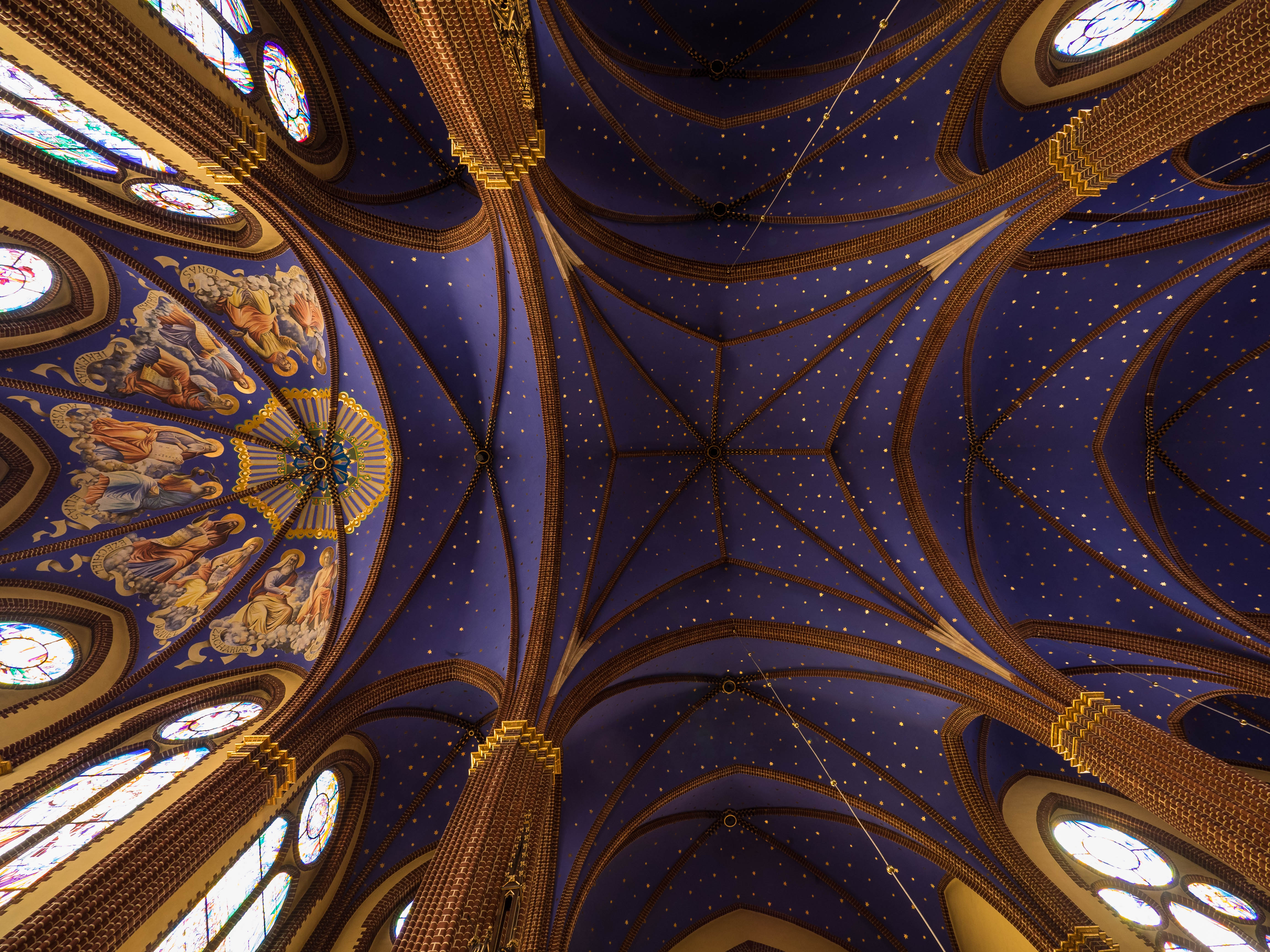
Sklepienie nawy głównej i prezbiterium